# فرانکا اسکانیه‌تی
فرانکا اسکانیه‌تی (ایتالیایی: Franca Scagnetti؛ ‏۱۷ مهٔ ۱۹۲۴ – ۱ نوامبر ۱۹۹۹) بازیگر اهل ایتالیا بود.
از فیلم‌ها یا برنامه‌های تلویزیونی که وی در آن نقش داشته‌است، می‌توان به پیرینو، آفتی برای رهایی، پیرینوی باحال، سوبروله… دختر اهل رومانیولا، پیرینو در مقابل همه، شب‌های گناه‌آلود پیترو آرتینو، نوجوان، بوی خوش زن، سوسپیریا، کلبه ساحلی، حتی فرشتگان هم لوبیا می‌خورند، عشق در نگاه اول، کالیگولا… قصه ناگفته، کافه اکسپرس، بوی شب، راننده تاکسی، شکر، عسل و فلفل، مرگ مشکوک یک دختر کم سن‌وسال و راز اشاره کرد.